# 杜維斯角

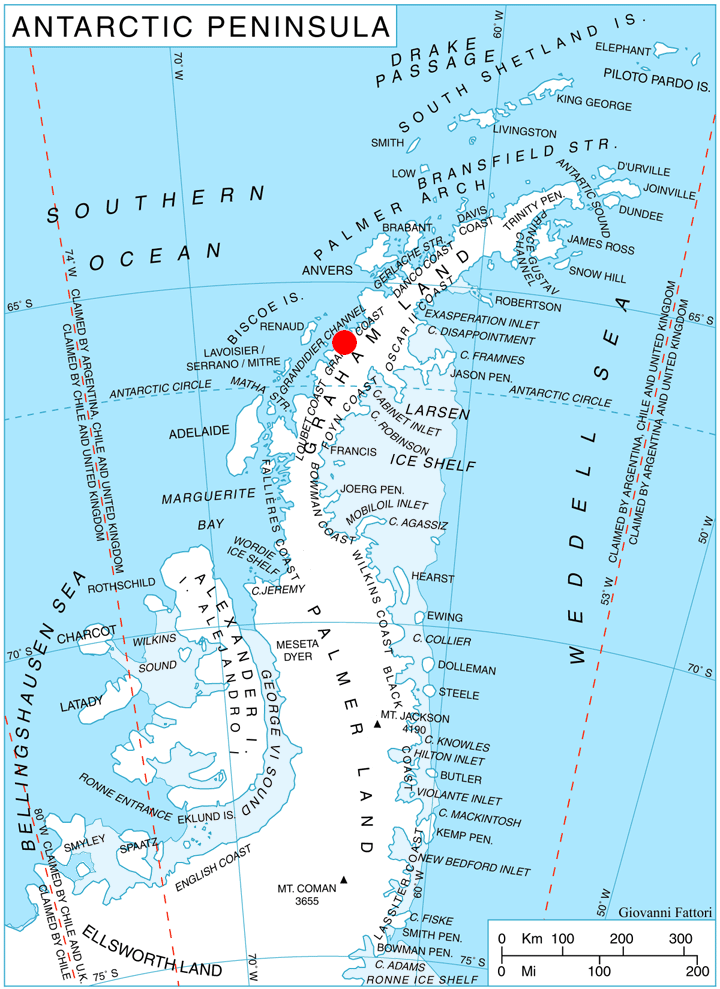

杜維斯角（英語：Duyvis Point），是南極洲的海岬，位於葛拉漢地，處於加西亞角東南面20公里，是烏羅韋內灣入口處東南部，由英國探險隊繪入地圖，現時由南極條約體系管理。